# Il Segugio
Il Segugio è una serie a fumetti ideata da Carlos Trillo e disegnata da Domingo Mandrafina, pubblicata negli anni settanta in Argentina.

## Trama
Il protagonista è un investigatore privato in una grande metropoli degradata di un futuro prossimo; la razza umana ha subito alcune mutazioni genetiche che hanno portato alla nascita di esseri con deformazioni più o meno evidenti che vengono emarginati dalla razza umana priva di mutazioni e relegati per questo nei lavori più umili. Il protagonista, che non ha mutazioni, è un uomo dall'aspetto dimesso e con un atteggiamento che lo porta a commettere qualsiasi azione, anche omicidi, per denaro; i casi che si trova ad affrontare sono molto vari, come rintracciare donne, sabotare multinazionali, uccidere qualcuno. La serie è priva di comprimari fissi o personaggi ricorrenti.

## Storia editoriale
La serie è composta da nove episodi di 5 tavole ciascuno, realizzati e pubblicati in Argentina dal 1983 al 1984; in Italia le storie vennero pubblicate sulla rivista L'Eternauta nello stesso periodo.